# Blanc-Moulin d'Ostiches
Le Blanc-Moulin (anciennement Moulin Chocquet) est un moulin-à-vent sur galerie en briques sis au lieu-dit Pidebecq, à Ostiches, dans le Hainaut (Belgique). Édifié en 1789 il fut en activité jusqu’à la veille de la Seconde Guerre mondiale.
En 1982, il fut classé au patrimoine immobilier de Wallonie.

## Histoire

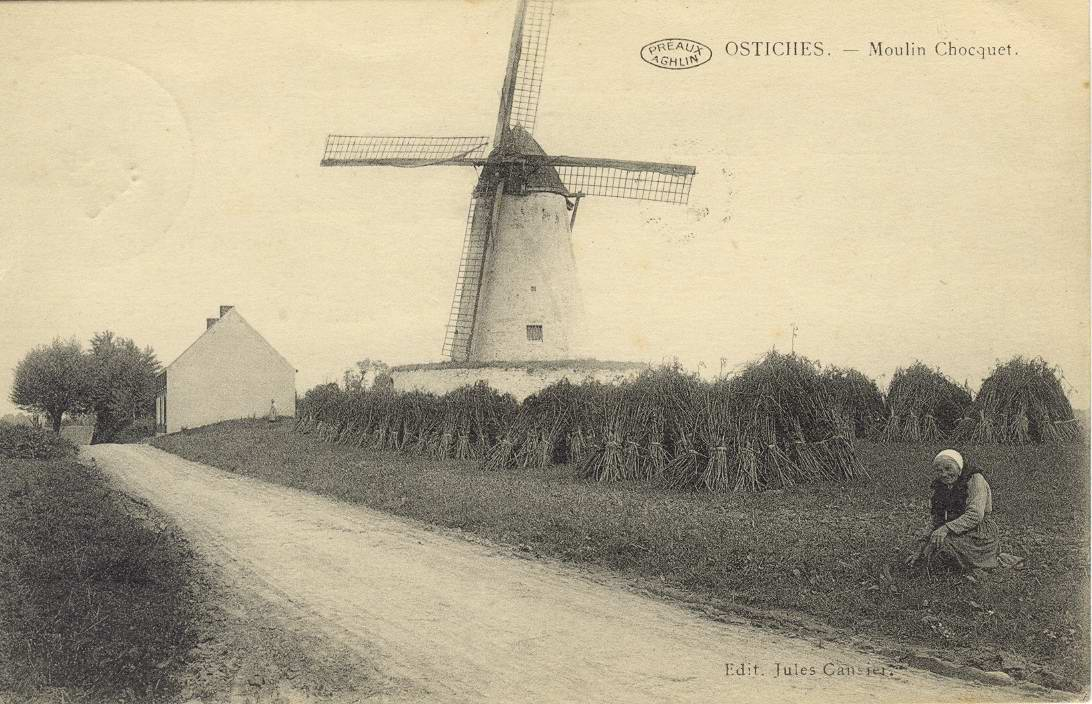
Le moulin, dit 'Chocquet', au XIXe siècle

La construction du moulin d'Ostiches remonte à 1789, lorsque Jean-Baptiste Deltenre, censier, obtient l'octroi indispensable pour l'établir sur les hauteurs du village d’Ostiches (altitude : 50 mètres), au lieu-dit Pidebecq. Les descendants de la famille Deltenre demeurent propriétaires du moulin jusqu'au XXe siècle et en assurent le bon fonctionnement. 
L'activité s'arrête à la veille de la Seconde Guerre mondiale et le moulin est quasi abandonné. Au fil des années son état se détériore rapidement.  Il est fort endommagé lorsque, le 20 avril 1982, il est finalement classé au patrimoine immobilier de Wallonie. Il faudra encore près d’une vingtaine d’années - et son acquisition par la ville d'Ath – à laquelle le village d’Ostiches a été rattaché en 1977 - pour qu’une rénovation complète soit entreprise.  Le 1er juillet 2000, il a retrouvé son charme d'antan.   

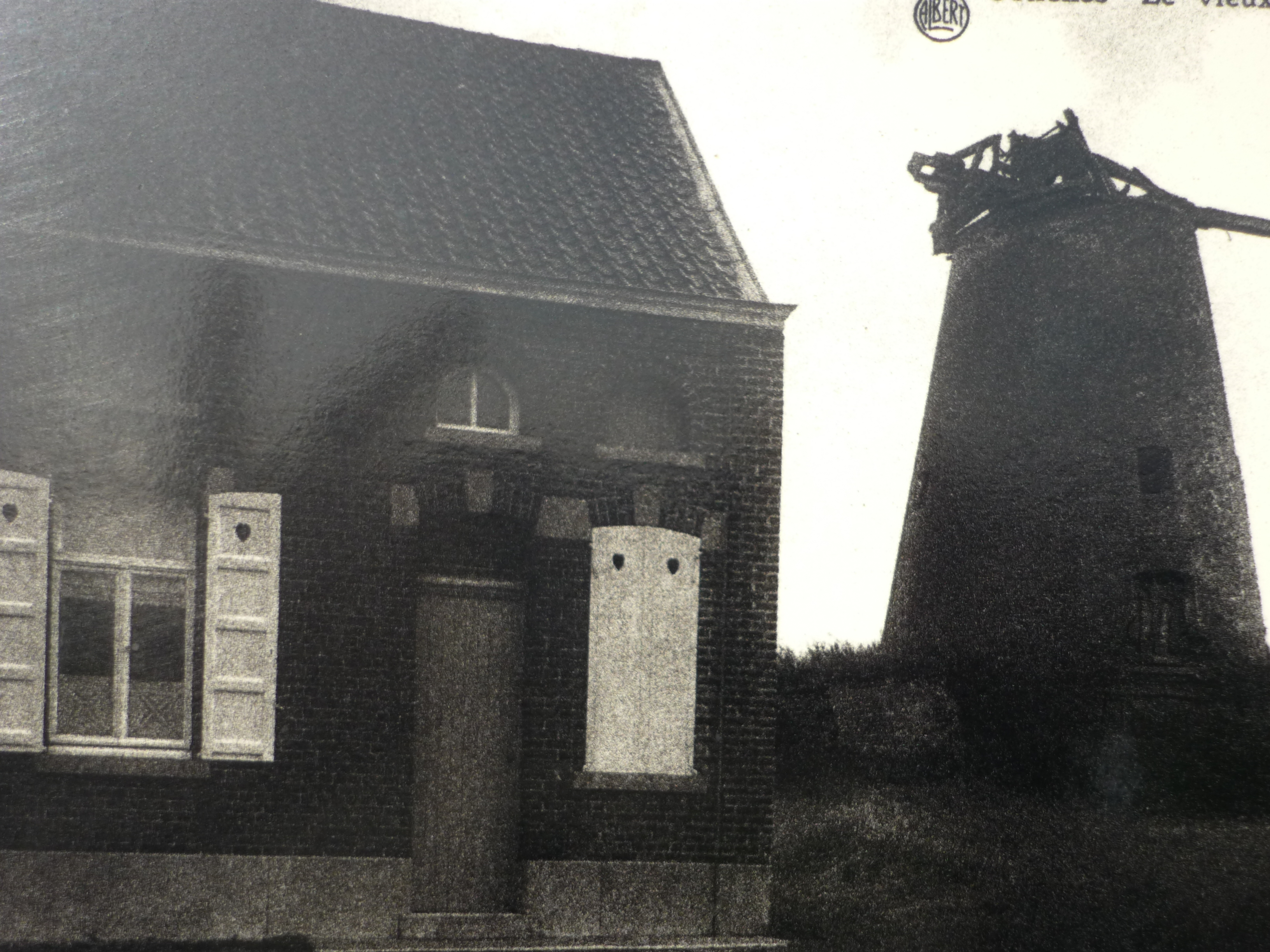
Le moulin, après la Seconde Guerre mondiale

## Description
Connu comme ‘Blanc-Moulin’ parce que entièrement blanchi à la chaux le moulin est perché sur une butte artificielle. La tour du moulin, en briques, est surmontée d'une calotte qui permet d'orienter les ailes face au vent. La galerie à la base de l'édifice, qui fut pour un temps aménagée comme lieu d’habitation, accueille une exposition permanente qui présente l'histoire des moulins et leurs techniques.